# Jean-Yves Martin
Pour les articles homonymes, voir Martin.
 (août 2025).
Si vous disposez d'ouvrages ou d'articles de référence ou si vous connaissez des sites web de qualité traitant du thème abordé ici, merci de compléter l'article en donnant les références utiles à sa vérifiabilité et en les liant à la section « Notes et références ».
Jean-Yves Martin, né le 21 février 1958 à Cognac, est un médecin et homme politique français.

## Biographie
Jean-Yves Martin est médecin généraliste depuis 1986. En 2018, il se spécialise en médecine du sommeil et en médecine aéronautique et spatiale à l'université Bordeaux Segalen. Il est également médecin agréé permis de conduire pour la préfecture de Charente-Maritime. Il exerce d'abord à Saint-Jean-d'Angély dans un cabinet médical de 1987 à 2024, puis à Ternant depuis 2024. Il exerce également dans le centre du sommeil de Niort.
Ancien maire adjoint de Saint-Jean-d'Angély de 1995 à 2001 chargé des affaires sociales, il est conseiller général PRG de la Charente-Maritime, élu en 2004 dans le canton de Saint-Jean-d'Angély et membre de la commission sociale. Il ne se représente pas en 2015 dénonçant la nouvelle carte cantonale. Président de la CLE, commission locale de l'eau, de 2008 à 2015, il participe notamment au schéma d'aménagement et de gestion des eaux de la rivière Boutonne[réf. souhaitée].